# Todd Armstrong
Todd Armstrong, nom de scène de John Harris Armstrong, est un acteur américain né le 25 juillet 1937 à Saint-Louis (Missouri) et mort le 17 novembre 1992 à Butte City, Comté de Glenn (Californie).

## Biographie[2]
Todd Armstrong quitte son Missouri natal pour aller suivre les cours d'art dramatique à la Pasadena Playhouse (en) en Californie où il a notamment comme camarades de classe Dustin Hoffman et Gene Hackman.
Alors qu'il travaille comme jardinier-paysagiste chez l'actrice Gloria Henry, celle-ci, connaissant ses aspirations de comédien, le recommande à la Columbia Pictures pour qu'il fasse des essais.
C'est ainsi qu'il fait ses débuts dans de nombreux épisodes de la série télévisée Manhunt (1961), puis tient un second rôle dans Five Finger Exercise de Daniel Mann (1962).
Il obtient ensuite le rôle de sa vie, car au cinéma et dans la mémoire collective, il reste sans doute comme l'incarnation du mythique héros grec Jason du film considéré comme le sommet de l'œuvre du spécialiste des effets spéciaux Ray Harryhausen et réalisé par Don Chaffey : Jason et les Argonautes (1963).
Il figure encore en tête d'affiche, mais aux côtés de nombreux acteurs renommés (George Segal, Tom Courtenay, James Fox et John Mills) dans le film de guerre Un caïd de Bryan Forbes (1965)
Par la suite, il n'apparaît plus que dans de seconds rôles au cinéma ou comme invité ponctuel de séries télévisées jusqu'au début des années 1980, puis disparaît du devant de la scène.
Todd Armstrong se suicide par balle dans la zone de Butte City du Comté de Glenn en Californie en 1992.

## Filmographie partielle
- 1961 : Manhunt (en), série télévisée, 13 épisodes : le détective Carl Spencer
- 1962 : La Rue chaude (Walk on the Wild Side) d'Edward Dmytryk : le lieutenant Omar Stroud
- 1962 : Five Finger Exercise de Daniel Mann : Tony Blake
- 1963 : Jason et les Argonautes (Jason and the Argonauts) de Don Chaffey : Jason
- 1965 : Un caïd (King Rat) de Bryan Forbes : Tex
- 1966 : Matt Helm, agent très spécial (The Silencers) de Phil Karlson : un gardien (non crédité)
- 1966 : Le Cheval de fer, téléfilm de James Goldstone : Dave Tarrant
- 1966 : Un truand (Dead Heat on a Merry-Go-Round) de Bernard Girard : Alfred Morgan
- 1966 : Tonnerre sur la frontière (Winnetou und sein Freund Old Firehand) d’Alfred Vohrer : Tom
- 1967 : La Poursuite des tuniques bleues (A Time for Killing) de Phil Karlson : le lieutenant Prudessing
- 1968 : Gunsmoke, série télévisée :
  - Épisode The First People : John Eagle Wing
  - Épisode 9:12 to Dodge : Johnny August
- 1975 : Hawaï police d'État (Hawaii Five-O), série télévisée, épisode La Cible de rêve (Target ? The Lady) : Curt Anderson
- 1982 : Ralph Super-héros (The Greatest American Hero), série télévisée, épisode A Chicken in Every Plot : Ted McSherry
- 1982 : Shackleton, téléfilm de Martyn Friend : Raymond Shackleton